# 2020년 말리 쿠데타
2020년 8월 18일, 말리군이 반란을 일으켰다. 픽업 트럭을 탄 군인들이 카티의 마을에 위치한 수디아타 군사 기지를 습격했다. 이곳에서 총격전이 벌어졌으며 무기고에서 무기가 탈취되고 고위 장교들이 체포되었다. 도시 거리에는 탱크와 장갑차가 보였고 수도인 바마코로 향하는 군용 트럭이 보였다. 군인들은 대통령직에서 물러나며 정부를 해산한 대통령 이브라임 부바카르 케이타를 비롯해 여러 정부 관리들을 구금했다.  이 쿠데타는 2012년 쿠데타가 일어난 지 10년도 채 되지 않은 해에 말리에서 일어난 두 번째 쿠데타였다.

## 배경
말리에서는 6월 초부터 이브라임 부바카르 케이타 대통령의 퇴진을 요구하는 시위가 진행되었다.  시위대는 계속되는 반란, 정부 부패 혐의, 심각한 코로나19 범유행, 침체된 경제와 관련해 정부 관리들에게 불만을 표시했다. 이 시위 과정에서 11명이 사망하고 124명이 부상을 입는 사태가 벌어졌다.

## 쿠데타
2020년 8월 18일 아침, 군인들은 말리의 수도 바마코에서 15킬로미터 떨어진 카티의 군 기지에서 공중으로 총알을 발사하기 시작했다. 반란 세력은 수도로 이동한 후 재무장관 압둘라예 다페(Abdoulaye Daffe), 국가방위대 참모총장 마하만 투레, 무사 팀비네 국회의장 (Moussa Timbiné)을 체포했다. 부부 시세 총리는 반란 세력에게 "타당한 불만"이 있음을 인정하면서 반란 세력과 대화를 호소했다.  반란 세력은 훗날 케이타와 시세가 바마코에 있는 옛 거주지에서 체포되었다고 주장했다. 아프리카 연합위원회 의장 무사 파키는 케이타, 시세, 기타 관리들이 체포되었음을 확인하고 석방을 요구했다.  M5-RFP 야당 연합 대변인은 구금을 환영하며 이를 "대중 봉기"라고 묘사했다.
관리들은 봉기가 시작된 카티의 군사 캠프로 이송되었다. 반란 소식이 퍼지자 수백 명의 시위대가 바마코의 독립 기념탑에 모여 케이타의 사임을 요구했으며, 시위대는 법무부 건물도 불태웠다. 쿠데타 당시에는 쿠데타에 가담한 군인이 몇 명인지, 누가 주도했고, 이제 누가 책임을 질 것인지 분명하지 않았다.

## 여파
케이타 대통령은 자정 무렵에 사임했고  정부와 의회도 해산했다. 케이타 대통령은 "나는 권력을 유지하려고 피를 흘리고 싶지 않다."고 덧붙였다.  아시미 고이타 대령이 이끄는 대령 5명이 대국민 TV 방송에 출연했다. 그들은 스스로를 국민구제국가위원회라고 불렀다. 병원 노조 대변인 엘하지 지메 칸테(Elhadj Djimé Kanté)는 총격으로 사망한 4명과 부상자 약 15명의 시신이 모두 유탄에 맞았을 가능성이 있으며, 부상자와 시신이 도시의 주요 병원 가운데 한 곳으로 옮겨졌다고 말했다. 쿠데타 지도자들은 사망한 사람이 없다고 부인했으며, 군인들은 젊은이들의 환호 속에 끊임없이 허공에서 발포했다.
군 지도자들은 모든 국경을 폐쇄하도록 명령하고 야간 통행금지령을 내렸다. 말리 공군 부참모장 이스마엘 와게는 텔레비전으로 방영된 연설에서 "2020년 8월 19일 오늘부터 모든 항공 및 육로 국경은 추후 통보가 있을 때까지 폐쇄된다. 추가 통보가 있을 때까지 통금 시간은 21:00부터 05:00까지다."라고 말했다. 그는 또한 야당 단체들에게 새로운 선거를 목적으로 한 대화를 요청했다.야당 의원 마흐무드 디코(Mahmoud Dicko)는 자신과 반란에 가담한 일부 군인들과 만남의 결과로 정계를 떠날 것이라고 발표했다. 케이타는 아랍에미리트에서 치료를 받으려고 9월에 말리를 떠났다. 75세인 케이타는 처음에는 수도를 떠나기 며칠 전에 수도에 위치한 병원에 입원했었다.
말리의 새로운 군 고위 인사들이 선택한 전문가들은 1년 이내 선거를 실시하라는 말리 이웃들의 요구에도 자신들이 선택한 대통령이 이끄는 2년의 과도 정부를 제안했다. 그들은 쿠데타 배후에 있는 군인들이 임시 대통령과 부통령을 지명하고 임시 대통령이 총리를 선출할 것을 제안했다. 초안에 따르면 대통령은 민간 또는 군사 부문 출신이어야 했고, 후보자는 35세에서 75세 사이여야 하며 체제 이행이 끝나면 선거에 출마할 수 없었다. 쿠데타 직후 군부 지도자들은 민간 정부를 복원하고 비교적 짧은 기간 내에 선거를 실시하겠다고 약속했다.
2020년 9월 12일, 국민구제국가위원회 (CNSP)는 18개월간 민간 통치로 정치 체제전환을 하는 데 동의했다.
2020년 9월 21일, 17명의 선거인단은 바 은다우를 임시 대통령에, 고이타를 부통령에 임명하였다. 정치종교 지도자 마흐무드 디코의 대변인은 이 임명안을 높게 평가했다.  2020년 말리 시위 주축인 M5-RFP 지도자들도 이 임명안에 지지를 나타냈으며, 9월 25일 정부가 출범했다.
2021년 1월 18일 과도 정부는 국민구제국가위원회가 해산되었다고 발표했다. 2020년 9월 초기 합의에서는 과도 정부가 집권하는 즉시 국민구제국가위원회 군부가 해산될 것이라고 명시했으나, 이 조항은 아직도 실현되지 않았다.

## 국제 사회 반응
여러 나라 대표들이 이 쿠데타를 규탄했으며, 아프리카 연합, 유럽 연합, 국제 연합 대표도 마찬가지 반응을 보였다.  2013년부터 이전 식민지에서 이슬람 반군과 싸우고 있는 프랑스 대통령 에마뉘엘 마크롱은 권력을 민간인에게 돌려주고 체포된 지도자를 석방할 것을 촉구했다.  미국은 2020년 8월 21일에 말리를 향한 군사 지원을 중단했다.
유엔 안전 보장 이사회는 쿠데타를 규탄하고 군인들에게 병영으로 돌아가 모든 억류자들을 지체 없이 석방할 것을 촉구하는 결의안을 만장일치로 승인했다. 국제 앰네스티는 또한 수감자들의 석방을 촉구했다. 서아프리카 국가 경제 공동체 (ECOWAS)는 말리에 제재를 가하고  이웃 국가들에게 육로와 항공 국경을 폐쇄할 것을 촉구했다.
2020년 8월 25일, 국제 기구 프랑코포니는 말리의 회원 자격을 정지시키고 케이타의 즉각 석방을 촉구했다.
2020년 9월 7일, 니제르 니아메에서 열린 정상 회담에서 지역 블록 서아프리카 경제 공동체는 말리 군부 통치자들에게 9월 15일까지 새로운 민간 대통령과 총리를 임명하라는 기한을 주었다.

## 같이 보기
- 1968년 말리 쿠데타
- 1991년 말리의 쿠데타
- 2020년 말리
- 2020 말리 시위
- 2021년 말리 쿠데타